# Blejani (okręg Ardżesz)
Blejani – wieś w Rumunii, w okręgu Ardżesz, w gminie Vedea. W 2011 roku liczyła 156 mieszkańców.